# Limon ile Zeytin
Limon ile Zeytin ist eine türkische Animationsserie von Salih Memecan, die im Jahr 2014 auf dem  türkischen Fernsehsender Disney Channel ausgestrahlt wurde. Es basiert auf dem türkischen Comic Sizinkiler. Es ist die Fortsetzung von Çatlak Yumurtalar.

## Handlung
Obwohl Limon und Zeytin zwei enge Freunde sind, sind sie zwei sehr unterschiedliche Charaktere. Es ist immer gut gemeint und unterhaltsam, egal welche Schwierigkeiten sie bekommen. Limon und Zeytin erleben jede Menge Fantasie, Missverständnisse, unglückliche Pannen, und sie erleben immer ein aufregende Abenteuer, die mit lustigen Dingen verwoben sind. 

## Synchronisation
| Rolle   | Originalsprecher |
| ------- | ---------------- |
| Limon   | Duru Atlıhan     |
| Zeytin  | Fatih Özkul      |
| Çıçıt   | Müge Oruçkaptan  |
| Babişko | Levent Ünsal     |

## Veröffentlichung
Die Serie erschien zunächst 29. November 2014 auf Disney Channel Türkei. Danach erschien es am 1. Juni 2016 auf Netflix Türkei.